# Petra Bánhidi-Farkas
Petra Beáta Bánhidi-Farkas (* 30. April 1999 in Budapest als Petra Farkas) ist eine ungarische Weitspringerin, die gelegentlich auch im Sprint an den Start geht.

## Sportliche Laufbahn
Erste internationale Erfahrungen sammelte Petra Bánhidi-Farkas beim Europäischen Olympischen Jugendfestival in der georgischen Hauptstadt Tiflis, bei dem sie im Weitsprung und mit der ungarischen 4-mal-100-Meter-Staffel in der Qualifikation ausschied. Ein Jahr später belegte sie bei den erstmals ausgetragenen Jugendeuropameisterschaften ebendort den vierten Platz. 2017 erfolgte die Teilnahme an den U20-Europameisterschaften in Grosseto, bei denen sie mit 6,28 m ebenfalls den vierten Platz belegte. 2018 erreichte sie bei den U20-Weltmeisterschaften in Tampere mit 6,16 m Rang fünf. 2019 sprang sie bei den Europaspielen in Minsk mit 6,24 m auf den achten Platz und gewann anschließend bei den U23-Europameisterschaften in Gävle mit einer Weite von 6,55 m die Silbermedaille hinter der Französin Hilary Kpatcha. Sie qualifizierte sich auch für die Weltmeisterschaften in Doha, bei denen sie mit 6,44 m aber nicht bis in das Finale gelangte. 2021 siegte sie mit 6,60 m bei der Hungarian GP Series Tatabánya und gewann dann auch bei den U23-Europameisterschaften in Tallinn mit neuer Bestleistung von 6,73 m die Goldmedaille. Im Jahr darauf siegte sie mit 6,42 m bei der Hungarian GP Series - Budapest und 2023 siegte sie mit 6,43 m bei den Austrian Open Eisenstadt. Anschließend schied sie bei den Weltmeisterschaften in Budapest mit 6,37 m in der Qualifikationsrunde aus. Im Jahr darauf gelangte sie bei den Hallenweltmeisterschaften in Glasgow mit 6,30 m auf den 13. Platz und im Juni verpasste sie bei den Europameisterschaften in Rom mit 6,46 m den Finaleinzug. Anschließend schied sie bei den Olympischen Sommerspielen in Paris mit 6,40 m in der Vorrunde aus.
2025 schied sie bei den Halleneuropameisterschaften in Apeldoorn mit 6,03 m in der Qualifikationsrunde aus.
In den Jahren 2017 und von 2021 bis 2024 wurde Farkas ungarische Meisterin im Weitsprung im Freien sowie 2019, 2022 und 2025 in der Halle. Zudem siegte sie 2019 im Freien in der 4-mal-100-Meter-Staffel sowie 2020 im 60-Meter-Lauf in der Halle.

## Persönliche Bestleistungen
- 100 Meter: 11,72 s (+0,1 m/s), 26. Juli 2020 in Budapest
  - 60 Meter (Halle): 7,43 s, 9. Februar 2020 in Budapest
- Weitsprung: 6,77 m (+0,7 m/s), 1. Juli 2023 in Budapest